# Dreiecksflug
Als Dreiecksflug wird eine Wertungskategorie im Streckenflug bezeichnet, bei dem der Pilot eines Segelflugzeugs, Hängegleiters oder Gleitschirms über zwei Wendepunkte zum Startpunkt zurückkehrt.
Für einen gültigen Dreiecksflug laut Fédération Aéronautique Internationale (FAI) darf das Dreieck nicht zu schmal sein (d. h. jede Seite muss mindestens eine Länge von 28 % der Gesamtstrecke aufweisen). Dreiecksflüge stellen die höchsten Anforderungen an Planung und Umsetzung und gelten als Königsdisziplin.
Die Kontrolle der abgeflogenen Strecke – insbesondere an den Wendepunkten – erfolgt durch Aufzeichnung der GNSS-Route, historisch auch durch Barogramme in Verbindung mit Luftaufnahmen der Wendepunkte.

## Definitionen
Ein offizielles FAI-Dreieck, das auch als Rekord anerkannt werden kann, muss geschlossen sein, vor der Landung muss man also den Verlauf der bisherigen Route wieder kreuzen.
Beim Online Contest dürfen Start- und der Endpunkt des Fluges sowohl vertikal als auch horizontal nicht mehr als 1000 m voneinander entfernt sein, um als sogenanntes FAI-Dreieck gewertet zu werden.
XContest definiert ein Dreieck so, dass die Distanz zwischen Start- und Endpunkt maximal 20 % der Gesamtstrecke betragen darf (wobei diese Distanz für die Punktevergabe von der Gesamtdistanz abgezogen wird). Grund dafür ist, dass beim Gleitschirmfliegen und Hängegleiten im Fall eines Hangstarts der Landeplatz nur sehr selten mit dem Startplatz übereinstimmt.
Zusätzlich gibt es – sowohl beim Online Contest, als auch beim XContest – noch ein flaches Dreieck, bei welchem der kürzeste Schenkel kleiner als 28 % der Gesamtstrecke sein kann.

## Rekordweiten und Voraussetzungen
Die Rekordweite im Dreiecksflug mit Segelflugzeugen liegt bei 1751 km, bei Gleitschirmen bei 329,3 km. Die größte Schwierigkeit ist meist die richtige Einschätzung der Wetterbedingungen und der für einen langen Streckenflug erforderlichen Aufwinde, sowie Ermüdung.
Um die thermischen und die Hang-Aufwinde gut nutzen zu können, muss der Pilot körperlich fit und voll konzentrationsfähig sein. Vor dem Start sind die Wetter- und Flugplanung durchzuführen. Je nach Wertungskategorie können die geplanten Wendepunkte im Voraus über einen Sportzeugen gemeldet werden, was bei Gleitschirmfliegern aber eher unüblich ist. Für die Zurücklegung dieser Zwischenstrecken wird meist ein Kompromiss zwischen Höchstgeschwindigkeit (bei erwarteten Abwinden) und bestem Gleiten gewählt.
Während des Fluges muss ständig navigiert werden, insbesondere bei den Wendepunkten und vor der Landung, und auch das Wetter genau beobachtet werden. Weil die Rückkehr oft völlig andere Wind- und Aufwindverhältnisse bringt, betragen die erreichbaren Weiten beim Dreiecksflug „nur“ etwa die Hälfte der beim gradlinigen Streckenflug erreichbaren Weiten (hier liegt der Weltrekord seit einigen Jahren über 3009 km bzw. 587,5 km für Gleitschirmflieger). Der Geschwindigkeits-Rekord im Langstrecken-Dreiecksflug mit einem Segelflugzeug beträgt 169,7 km/h (92 kn) über ein 1000-km-Dreieck, aufgestellt vom Deutschen Helmut Fischer am 5. Januar 1995 in Südafrika.

## Wetter und Risiken
Streckenflüge von bis zu 10 Stunden bedeuten neben hohen Anforderungen an Körper und Geist auch hohe mentale Belastungen, weil sich Erfolge und Misserfolge aneinanderreihen und man mit den daraus resultierenden Emotionen gut umgehen muss.
Mehr noch als beim geraden Streckenflug muss der Pilot während eines Dreiecksfluges eine Fülle von Entscheidungen treffen. Zu ihnen gehören neben der prinzipiellen, aber unterwegs eventuell veränderbaren Streckenwahl die Beobachtung und Beurteilung von Gelände, regionalem und lokalem Wetter, die Zeitplanung, das „Notfallprogramm“ (letztlich auch mögliche Plätze für Außenlandungen) und der Umgang mit nur vagen Informationen. Am stärksten wirkt sich die Wahl der Aufwindzonen und die Dauer des „Kurbelns“ darin aus. Form und Art der Wolken sind ein wichtiges Indiz dafür – insbesondere Cumuli und Leewolken. Auch die Wolkenuntergrenze ist für den Zustand der Atmosphäre eine wesentliche und leicht festzustellende Größe.
Individuelle Unterschiede im Maß der Vorsicht und Vorausschau wirken sich als zweitstärkster Einfluss auf den Erfolg und die mögliche Flugdauer aus. Ein eher vorsichtiger Pilot zieht es vor, jeden „Bart“ (Thermikschlauch) bis in große Höhe auszufliegen – denn nur ausreichende Höhendifferenz lässt sich in Strecke zum nächsten Aufwind umsetzen. Dieses unter Einsteigern übliche Verhalten dient zwar der Sicherheit und beugt einer bei Segelflugzeugen zeit- und kostenintensiven Außenlandung vor, steht Rekordweiten jedoch im Wege.
Für Rekordweiten muss man hingegen möglichst das stärkste Aufwindgebiet erreichen und die langen Strecken dazwischen mit Höchsttempo abfliegen. Hierbei hat der Dreiecks- gegenüber dem klassischen Streckenflug einen kleinen Vorteil, weil man Teile der Flugstrecke und ihre Hangneigungen beim Rückflug schon kennt und ebenso die eventuellen Außen-Landeplätze. Am besten ist jedoch meist ein Kompromiss zwischen Vorsicht und Risiko. Gegen Abend sind oft breite Gebiete mit leichtem oder stärkerem Abwind zu durchfliegen, oder die Route liegt teilweise in geländebedingten Abschirmungen. Hier muss immer eine genügende Höhenreserve eingeplant werden, ebenso beim Überfliegen von Wasserscheiden und Pässen.